# Calle San Hermenegildo (Sevilla)
La calle San Hermenegildo es una vía pública de la ciudad española de Sevilla.

## Descripción
La vía discurre desde la calle San Julián hasta Santa Lucía. Debe el título a la iglesia de San Hermenegildo, situada junto a la puerta de Córdoba. Aparece descrita en la Noticia histórica del origen de los nombres de las calles de esta ciudad de Sevilla (1839) de Félix González de León con las siguientes palabras:

Calle de san Hermenegildo. De estremo á estremo de la ciudad está esta calle de la anterior, situada en la parroquia de san Julian, en el cuartel D., se llama así porque pasa de la plaza de san Julian, y sale frontero de la ermita de san Hermenegildo, junto á la puerta de Córdoba, sin tener nada de particular.
(González de León, 1839, p. 329)